# ارنظر آکماتالیف
ارنظر آکماتالیف (به انگلیسی: Agustín Destribats،  زادهٔ ۲ ژوئیهٔ ۱۹۹۸) یک کشتی‌گیر آزادکار اهل قرقیزستان است.
از افتخارات وی می‌توان به کسب مدال نقره قهرمانی کشتی جهان ۲۰۲۱ و مدال برنز قهرمانی کشتی جهان ۲۰۲۲ اشاره کرد. وی سابقه حضور در المپیک ۲۰۲۰ توکیو و المپیک ۲۰۲۴ پاریس را دارد.

## فعالیت حرفه‌ای

### قهرمانی کشتی جهان ۲۰۲۱
آکماتالیف در وزن ۷۰ کیلوگرم کشتی آزاد قهرمانی کشتی جهان ۲۰۲۱ اسلو شرکت کرد، او در این مسابقات آنیل موناسینگه از سریلانکا، آرمان آندرئاسیان از ارمنستان، عرفان الهی از ایران و ایوگنی ژربایف از روسیه را شکست داد و به فینال رسید. وی در دیدار نهایی به ماگومدمراد گادژیف از لهستان باخت و به مدال نقره رسید.

### قهرمانی کشتی جهان ۲۰۲۲
آکماتالیف در وزن ۷۰ کیلوگرم کشتی آزاد قهرمانی کشتی جهان ۲۰۲۲ بلگراد شرکت کرد، او در مسابقه های اول و دوم ماکسیم ساکولتان از مولداوی و رمضان رمضانوف از بلغارستان را شکست داد اما در نیمه نهایی به تایشی ناریکونی از ژاپن باخت و به دیدار رده‌بندی رفت. وی در دیدار رده‌بندی نوین مالیک از هند را شکست داد و مدال برنز را به دست آورد.